# Фернанду Кошту
Фернанду Кошту (порт. Fernando Costa, 29 квітня 1985) — португальський плавець.
Учасник Олімпійських Ігор 2004, 2008 років.